# STS-64
La STS-64 è una missione spaziale del Programma Space Shuttle.

## Equipaggio
- Comandante: Richard Richards (4)
- Pilota: Blaine Hammond (2)
- Specialista di missione 1: Jerry Linenger (1)
- Specialista di missione 2: Susan Helms (2)
- Specialista di missione 3: Carl Meade (3)
- Specialista di missione 4: Mark Lee (3)

Il numero tra parentesi indica il numero di voli spaziali eseguiti dall'astronauta compresa l'attuale missione.

## Parametri della missione
- Massa: 9.260 kg (carico utile)
- Perigeo: 259 km
- Apogeo: 269 km
- Inclinazione: 56,9°
- Periodo: 89,5 minuti